# Restarzew Środkowy
Restarzew Środkowy [pronunciación en polaco: /rɛsˈtaʐɛf ɕrɔtˈkɔvɨ/] es un pueblo ubicado en el distrito administrativo de Gmina Widawa, dentro del Distrito de Łask, Voivodato de Łódź, en Polonia central. Se encuentra aproximadamente a 11 kilómetros al sureste de Widawa, a 26 kilómetros al sur de Łask, y a 56 kilómetros al suroeste de la capital regional Łódź.